# Самойловский район
Самойловский райо́н — административно-территориальная единица (район) и муниципальное образование (муниципальный район) в Саратовской области России.
Административный центр — рабочий посёлок (посёлок городского типа) Самойловка.

## География
Расположен в юго-западной части Правобережья, на Окско-Донской равнине в бассейне реки Терса с плодородными чернозёмными почвами.
Граничит с Волгоградской областью, Балашовским и Калининским районами.
Протяжённость автодорог общего пользования с твёрдым покрытием — 277,1 км.

## История
Район образован 23 июля 1928 года в составе Балашовского округа Нижне-Волжского края. В его состав вошла территория бывшей Самойловской волости Балашовского уезда Саратовской губернии.
С 1934 года район в составе Саратовского края, с 1936 года — в Саратовской области.
С 6 января 1954 года по 19 ноября 1957 года район входил в состав Балашовской области.
В 1959 году в состав района вошла территория упразднённого Красавского района с центром в с. Святославка, а 19 мая 1960 года — часть территории упразднённого Ново-Покровского района.
В 1963 году район был упразднён и в 1965 году восстановлен.

## Население
| 1989    | 2002    | 2009    | 2010    | 2011    | 2012    | 2013    |
| ------- | ------- | ------- | ------- | ------- | ------- | ------- |
| 26 441  | ↘25 979 | ↘22 600 | ↘21 451 | ↘21 345 | ↘20 715 | ↘20 093 |
| 2014    | 2015    | 2016    | 2017    | 2018    | 2019    | 2020    |
| ↘19 540 | ↘19 073 | ↘18 618 | ↘18 373 | ↘18 079 | ↘17 758 | ↘17 299 |
| 2021    |         |         |         |         |         |         |
| ↘16 662 |         |         |         |         |         |         |

### Урбанизация
В городских условиях (рабочий посёлок Самойловка) проживают 39,44 % населения района.

### Национальный состав
Район выделяется высокой долей украинского населения.
По данным переписи населения 1939 года: украинцы — 65,8 % или 16 039 чел., русские — 33 % или 8033 чел.

## Муниципально-территориальное устройство
В Самойловский муниципальный район входят 8 муниципальных образований, в том числе 1 городское поселение и 7 сельских поселений:
| №        | Муниципальное образование                  | Административный центр     | Количество населённых пунктов | Население | Площадь, км2 |
| -------- | ------------------------------------------ | -------------------------- | ----------------------------- | --------- | ------------ |
| 1e-06    | Городское поселение:                       |                            |                               |           |              |
| 1        | Самойловское муниципальное образование     | рабочий посёлок Самойловка | 3                             | ↗7053     | 311,17       |
| 1.000002 | Сельские поселения:                        |                            |                               |           |              |
| 2        | Благовещенское муниципальное образование   | село Благовещенка          | 3                             | ↘753      | 231,56       |
| 3        | Еловатское муниципальное образование       | село Еловатка              | 2                             | ↘969      | 152,73       |
| 4        | Красавское муниципальное образование       | село Красавка              | 6                             | ↘1997     | 425,67       |
| 5        | Краснознаменское муниципальное образование | посёлок Краснознаменский   | 6                             | ↘1057     | 454,20       |
| 6        | Песчанское муниципальное образование       | село Криуша                | 5                             | ↘1449     | 260,61       |
| 7        | Святославское муниципальное образование    | село Святославка           | 9                             | ↘2354     | 359,46       |
| 8        | Хрущёвское муниципальное образование       | село Хрущёвка              | 5                             | ↘1030     | 396,53       |

В рамках организации местного самоуправления в муниципальном районе были созданы 1 городское и 7 сельских поселений к 1 января 2005 года.

## Населённые пункты
В Самойловском районе 39 населённых пунктов, в том числе 1 городской (рабочий посёлок) и 38 сельских.
| №  | Населённый пункт  | Тип             | Население | Муниципальное образование |
| -- | ----------------- | --------------- | --------- | ------------------------- |
| 1  | Александровка     | село            | ↘149      | Благовещенское            |
| 2  | Алексеевский      | посёлок         | ↘97       | Самойловское              |
| 3  | Благовещенка      | село            | ↘663      | Благовещенское            |
| 4  | Воздвиженка       | село            | ↘146      | Краснознаменское          |
| 5  | Воронино          | село            | ↘253      | Красавское                |
| 6  | Выскубов          | посёлок         | 7         | Песчанское                |
| 7  | Голицыно          | село            | ↘134      | Хрущёвское                |
| 8  | Еланский          | посёлок         | ↘71       | Святославское             |
| 9  | Елизаветино       | деревня         | ↘193      | Благовещенское            |
| 10 | Еловатка          | село            | ↘606      | Еловатское                |
| 11 | Залесянка         | село            | ↘583      | Самойловское              |
| 12 | Каменка           | село            | ↘586      | Песчанское                |
| 13 | Кириков           | посёлок         | 53        | Хрущёвское                |
| 14 | Ковалевка         | село            | 43        | Краснознаменское          |
| 15 | Красавка          | село            | ↘1038     | Красавское                |
| 16 | Краснознаменский  | посёлок         | ↘689      | Краснознаменское          |
| 17 | Красный           | посёлок         | ↘276      | Святославское             |
| 18 | Крийнички         | село            | ↘174      | Святославское             |
| 19 | Криуша            | село            | ↘537      | Песчанское                |
| 20 | Низовка           | село            | ↘333      | Красавское                |
| 21 | Николаевка        | село            | ↘319      | Краснознаменское          |
| 22 | Новоалександровка | село            | ↘263      | Краснознаменское          |
| 23 | Новомихайловка    | село            | ↘222      | Святославское             |
| 24 | Новосамойловский  | посёлок         | ↘56       | Хрущёвское                |
| 25 | Ольшанка          | село            | ↘678      | Еловатское                |
| 26 | Передовой         | посёлок         | ↘127      | Святославское             |
| 27 | Песчанка          | село            | ↘704      | Песчанское                |
| 28 | Полоцкое          | село            | ↘625      | Красавское                |
| 29 | Полтавка          | село            | ↗329      | Красавское                |
| 30 | Садовый           | посёлок         | ↘518      | Хрущёвское                |
| 31 | Самойловка        | рабочий посёлок | ↗6571     | Самойловское              |
| 32 | Самородовка       | посёлок         | ↘149      | Святославское             |
| 33 | Святославка       | село            | ↘2256     | Святославское             |
| 34 | Соленый           | посёлок         | 24        | Святославское             |
| 35 | Тульский          | посёлок         | ↘105      | Святославское             |
| 36 | Тюменевка         | село            | ↘93       | Красавское                |
| 37 | Хрущёвка          | село            | ↘620      | Хрущёвское                |
| 38 | Штейнгардт        | посёлок         | 36        | Песчанское                |
| 39 | Южный             | посёлок         | ↘116      | Краснознаменское          |

## Экономика
Район сельскохозяйственный, здесь производится значительное количество подсолнечника, сахарной свёклы. В районе находился один из старейших в России конезаводов «Еланский». Предприятия перерабатывают сельскохозяйственное сырьё. Имелись сырзавод и хлебокомбинат. В настоящее время остался элеватор.

## Достопримечательности
- Михайло-Архангельская церковь в посёлке Самойловка, церковь Благовещения в селе Благовещенка.
- Развалины усадьбы Ротина в с. Красавка

## Люди, связанные с районом
- Маркин, Фёдор Дмитриевич — Герой Советского Союза
- Колчев, Николай Петрович — Герой Советского Союза
- Масычев, Иван Анисимович — Герой Советского Союза
- Чалов, Егор Михайлович — Герой Советского Союза
- Ревякин, Василий Дмитриевич — Герой Советского Союза
- Вехов, Сергей Фёдорович — Герой Социалистического Труда
- Городецкая, Нина Семёновна — Герой Социалистического Труда
- Красненьков, Михаил Михайлович — Герой Социалистического Труда
- Серебряков, Антон Николаевич — Герой Социалистического Труда
- Чистопрудова, Галина Александровна — Герой Социалистического Труда
- Гусев, Иван Дмитриевич — Герой Социалистического Труда
- Комиссаров, Вячеслав Сергеевич (1937—2019) — советский генерал-майор. Министр внутренних дел Северо-Осетинской АССР (1980—1985). Первый заместитель министра внутренних дел РСФСР (1991—1992).
- Ручкин, Архип Иванович (1898—1979) — советский военный деятель, генерал-лейтенант (1944 год).
- Суслин Михаил Яковлевич — русский математик
- Коваленко, Пётр Петрович — хирург
- Великанов, Александр Александрович — русский советский писатель
- Верховых, Иван Иванович — актёр театра и кино, режиссёр
- Козлов, Николай Тимофеевич — советский партийный и государственный деятель
- Дмитриева, Валентина Иововна — русская революционерка, писательница
- Алексеев, Михаил Николаевич — писатель
- Горизонтов, Иван Парфёнович — журналист, общественный деятель, издатель «Саратовского листка»
- Зайченко, Павел Алексеевич, в 2003—2007 гг. начальник Военного инженерно-технического университета (г. Санк-Петербург)
- Ершова, Лидия Ивановна — краевед, автор книги «Низовка. Печальна мне твоя судьба.»
- Строганов, Георгий Яковлевич — хирург.
- Яганин, Прокофий Семёнович — хирург.
- Протянов, Сергей Павлович — русский поэт. Член Российского союза писателей.
- Голодов, Николай Никитович — советский хозяйственный, государственный и политический деятель.
- Аверьянов, Владимир Николаевич — заслуженный лётчик-испытатель СССР (15 августа 1986), подполковник (1983).
- Дружинин, Василий Иванович — советский военный, государственный и политический деятель, генерал-майор.
- Махно, Лев Павлович — священнослужитель Русской православной церкви, митрофорный протоиерей, клирик Тульской епархии, настоятель храмов Благовещения Пресвятой Богородицы, Двенадцати Апостолов, Свято-Покровского и университетского храма архистратига Михаила города Тулы, ректор Тульской православной классической гимназии и заведующий кафедрой теологии Тульского государственного университета, член комиссии Межсоборного присутствия по вопросам духовного образования и религиозного просвещения, член Патриаршего Совета по вопросам семьи и защиты материнства.
- Токарев, Алексей Павлович (16 марта 1919, с. Снежковка, Саратовская губерния — 20 января 1977, Москва) — командир орудия 99-го отдельного гвардейского зенитно-артиллерийского дивизиона гвардии сержант — на момент представления к награждению орденом Славы 1-й степени.
- Сурошников, Михаил Матвеевич (21 августа 1915, с. Новоалександровка, Саратовская губерния — 24 мая 1997, Минск) — командир батареи 57-миллиметровых пушек 3-го мотострелкового батальона 6-й гвардейской механизированной бригады, (2-го гвардейского механизированного корпуса, 2-го Украинского фронта), участник Великой Отечественной войны, Герой Советского Союза.
- Сорокин, Алексей Павлович (1921—1987), доктор медицинских наук, профессор, заведующий кафедры нормальной анатомии человека Горьковского медицинского института им. С. М. Кирова.
- Порваткин, Николай Степанович (15 апреля 1932, Воздвиженка, Красавский район, Саратовская область, РСФСР — 28 сентября 2009 года, Московская область) — космонавт-исследователь, 4-й набор ВВС, кандидат технических наук (1968). Почетный радист СССР. Автор книги «Тернистый путь космонавта-испытателя. 20 лет в отряде космонавтов» (2007)
- Сахнов, Семён Павлович (15.02.1900, с. Самойловка, Балашовский уезд, Саратовская губерния, Российская империя. Ныне — пгт Самойловка, Самойловский район, Саратовская область, Россия| - 08.03.1950, Уфа, СССР, генерал-майор (04.07.1940 г.)
- Ташков, Иван Трофимович — 2 августа 1897 г. — 20 июня 1967 г. В 50-х гг жил и работал главным зоотехником в с. Полтавка Самойловского района Саратовской области. Его сын советский и российский кинорежиссёр, сценарист, актёр — Ташков Евгений Иванович, внук Ташков Андрей Евгеньевич. Сноха Ивана Трофимовича- Екатерина Савинова сыграла главную роль в фильме «Приходите завтра...».

Похоронен Ташков И. Т. в селе Полтавка.
- Бессонова, Людмила Александровна. Член Союз журналистов России. Заслуженный работник культуры РФ.
- Нежурин, Фёдор Фёдорович — (4 октября 1924, Воронино, Саратовская губерния — 15 июля 2011, Грибановский, Воронежская область) — советский передовик сельскохозяйственного производства. Участник Великой Отечественной войны. Герой Социалистического Труда (1973)
- Гречкин, Павел Игнатьевич — советский хозяйственный, государственный и политический деятель, Герой Социалистического Труда.